# Браун, Маргарет (художница)
Маргарет Браун (англ. Margaret Browne, полное имя Margaret Fitzhugh Browne; 1884—1972) — американская художница.

## Биография
Родилась 7 июня 1884 года в пригороде Бостона West Roxbury в семье Джеймса Брауна (James Maynadier Browne) и его жены Корделии Брукс Браун (Cordelia Brooks Browne). У Маргарет было ещё три сестры — Кэтрин, Брукс и Эмили, а также один брат — Каустен.
В 1903 году Маргарет окончила Бостонскую латинскую школу. Затем с 1904 по 1909 год продолжила обучение в Массачусетской нормальной школе, где её учителями были Джозеф Де Камп, художник-пейзажист Ричард Эндрю (Richard Andrew) и теоретик цвета Альберт Манселл. В 1909 и 1910 годах она посещала школу Бостонского музея изящных искусств, получая образование у Эдмунда Тарбелла и Фрэнка Бенсона.
Творчество Маргарет Браун охватывало многие сферы живописи. У неё была студия в Фенсе и на набережной в Эннискуаме привлекательного района Глостера, штат Массачусетс, где она также вела занятия. Свою карьеру художницы-портретистки она начала в 1910 году; была художественным редактором Boston Evening Transcript с 1919 по 1920 год, в 1933 году написала книгу «Portrait Painting», где дала ценные советы портретистам. Она также основала Бостонское отделение Общества здравомыслия в искусстве и входила в консультативный совет Чикагского отделения Advisory Board of Josephine Logan, пропагандирующего сохранение традиционных ценностей и стилей в искусстве.
В годы Второй мировой войны, с начала 1944 и по май 1945 — Браун работала в USO в качестве рисовальщицы портретов, добровольно работая три раза в неделю, как указывают её дневники, хранящиеся в настоящее время в Бостонской публичной библиотеке. Ею были выполнены угольные портреты более 120 военнослужащих и женщин, некоторые из них написали ей сердечные отзывы на обороте.
В числе её портретов, написанных маслом — семья Вудов: Генри Уайз Вуд (Henry A. Wise Wood), его жена, дети и внук; сенатор Уильям Бора и учёный-химик Артур Литтл, чей портрет находился в вестибюле его одноимённой фирмы; её зять, известный писатель Джеймс Барнс; мисс Элинор Саттерли (Eleanor Satterlee), внучка Джона Пирпонта Моргана; король Испании Альфонсо XIII (его портрет находится в нью-йоркском яхт-клубе); боксёр Рэй Керли (Ray Curley); декан Cornell Law School Чарльз Бердик (Charles Kellogg Burdick, его портрет сейчас висит в читальном зале школы); доктора Фредерик Лорд (Frederick Taylor Lord) и Реджинальд Фитц (их портреты сейчас находятся в Массачусетской больнице общего профиля); Хелен Сторроу (портрет находится в Музее девушек-скаутов в местечке Cedar Hill, штат Массачусетс) и другие. Одна из её самых сильных картин — «Wounded in the War» или «Blessé de Guerre», посвящённая Первой мировой войне.
Маргарет Браун была членом большинства профессиональных групп художников своего времени: Гильдия художников Бостона, Общество искусств Копли, Художественная ассоциация Рокпорта, Grand Central Art Galleries и многих других. Она была удостоена многих наград, включая популярную премию North Shore Arts Association (Нью-Йорк) и награду Society for Sanity in Art (Чикаго). Её персональные выставки проводились в Бостоне (1915, 1917, 1926, 1938 и 1957), Даксбери (Коннектикут, 1916), Нью-Йорке (1924), Вашингтоне (1930), а также в Бостонском арт-клубе (1936) и Ньюпортском художественном объединении (Newport Art Association, 1950).
Умерла 11 января 1972 года в Бостоне. Была похоронена на кладбище Mount Adnah Cemetery города Глостер, штат Массачусетс.